# La Tola
La Tola es un municipio colombiano ubicado en el departamento de Nariño, al suroccidente de la nación. Se sitúa a 460 kilómetros de San Juan de Pasto, la capital del departamento.

## Toponimia
Se cuenta que el cholo Aristóbulo era cacique de su cultura y que su mujer muy a menudo bajaba desde Chinjüí con destino al charco; Cuenta Cuero, que cuando bajaba la chola mujer de Aristóbulo, a quién apodaban Tolo, también a la esposa le llamaban Tola, aquí la causa o motivo del origen del hombre del río en recuerdo de la india Tola; fue así la india Tola la mujer que más navegó en el río y la gente acampada en Yacup, al verla bajar le gritaban con cariño allá va la Tola.

## División Político-Administrativa
Además de su Cabecera municipal. La Tola tiene bajo su jurisdicción los siguientes Centros poblados:
- Amarales
- Bajo Palomino
- Mulatos
- Nerete
- Pangamosa
- Pioja
- Pueblito
- San Pablo de La Mar
- Vigía de La Mar

## Historia
El difícil acceso al territorio limitó la penetración de los colonizadores españoles. Los primeros habitantes se mantuvieron estables fueron un grupo de pobladores provenientes de Guapí y Timbiquí, dirigidos por Rodríguez de Lope, que se asentaron allí en 1902.
En El Área donde se encuentra ubicado el Municipio de La Tola, Fue descubierto en 1526 por Bartolomé Díaz, según Mejía Ramírez, quién fuera piloto del Francisco Pizarro y Diego de Almagro. Sin embargo las difíciles condiciones de la región impidieron que en este litoral penetrara fácilmente la colonización española.
El Primer poblador de La Tola fue el señor Lope Rodríguez a comienzos del siglo XX(1902) y otros migrantes procedentes de Guapi y Timbiqui en el Cauca, según Cuero Perlaza, quien tomo la ruta por la Bocana de Quiroga, pasando por la desembocadura del río Guapi, cruzando esteros siguió la dirección hacia la punta de los Reyes, en la playa denominada boquerón; luego continuo hacia el frente de la playa de Amárales adentrándose hacia arriba, seguramente en busca de tierra firme para no ser molestados por los actores de la denominada "Guerra de los mil días" realizada entre liberales y conservadores por la hegemonía del político administrativo del país.
Siguiendo la misma ruta es posible que Don LOPE RODRÍGUEZ, encontrara más adelante la entrada de las cuevas, llamada así porque en verdad no se sabía que en ese territorio existiera tierra firme con posibilidades futuras de desarrollo. Río arriba llegó a tierras denominado hoy San Antonio de la Tola; y al observar el paisaje de esta comarca hizo un pequeño recorrido exploratorio tomó posesión; y luego pasó a lo que hoy es el barrio Yacup permaneciendo en la región algunos días.
Con Lope Rodríguez, llegaron después al lugar:
Don Paulo Jacinto Ortiz García padre de los Ortiz que fueron: Isidoro, Juan de Dios, Ambrosio, Narcisa y Vicente.
Según Cuero, también vinieron de Micay: Ezequiel Ríascos padre de: Leonel, Israel, Juan; lo mismo que su hermano Manuel Santo Riascos padre este de: Pedro Antonio, Gratiniano, Manuel Santo, Adolfo, Mercedes, Paula, Rafaela y Tomasa Ríascos.
Con las familias descritas anteriormente, según Cuero llegó también un indígena de la cultura Embera a los que comúnmente denominamos cholos, Aristóbulo Meporreina Charuma, aquellos en esa época eran muy pocos sociables con los que ellos llamaban libres; y debido a eso no hizo su asentamiento en Yacup, sino que siguió río arriba y tomó la vía del riachuelo Chinjüí, afluente al margen derecho del río La Tola donde acampó con sus familiares y empezaron a trabajar la agricultura y artesanías de barro construyendo ollas y tinajas, cayanas y totumas entre otros; también sombreros, canastos y abanico en materiales de chocolatillo, tetera, yaré que se encuentran en nuestro bosques.
Una vez posesionadas las familias provenientes de Micay, Saija y Guapi en nuestro territorio, se fue organizando poco a poco el caserío en donde sus habitantes trabajaban en forma de cooperativismo, que consistía en el cambio de mano institución ancestral que hasta hace poco se ejercía.
El Municipio de La Tola fue creado en 1991 a través de la Ordenanza N.º. 013 del 16 de noviembre de 1988.  Anteriormente La Tola era una inspección de Policía llamada Sofonías Yacup y pertenecía al Municipio San Juan Bautista de El Charco. 
El primer nombre que se le dio al caserío fue “El Salto”, pues se decía que el actual corral de ganado vacuno del señor Abel Ortiz, corrían en pequeños arroyuelos, donde las aguas caían desde un lugar de poca altura como especies de salto